# Nannoniscus aequiremus
Nannoniscus aequiremus is een pissebed uit de familie Nannoniscidae. De wetenschappelijke naam van de soort is voor het eerst geldig gepubliceerd in 1916 door Hansen.